# Barry Unsworth
Barry Unsworth (* 10. August 1930 in Wingate, County Durham, England; † 5. Juni 2012 in Perugia, Umbrien, Italien) war ein britischer Schriftsteller, der durch seine historischen Romane bekannt wurde.

## Leben
Barry Unsworth schloss sein Studium an der University of Manchester 1951 ab und lehrte anschließend ein Jahr lang in Frankreich Englisch. 
Er machte ausgedehnte Reisen durch Griechenland und die Türkei in den 1960ern und hielt Vorlesungen an der Universität Athen und der Universität Istanbul. 1999 war er Gastprofessor am renommierten Iowa Writers’ Workshop der University of Iowa. Dort war Paul Harding einer seiner Schüler. 2004 unterrichtete er Literatur und Kreatives Schreiben am Kenyon College in Ohio. 
Barry Unsworth lebte in Umbrien in Italien und war Mitglied der Royal Society of Literature.

## Werk
1966 veröffentlichte Unsworth seinen ersten Roman The Partnership (Die Partnerschaft). Pascali's Island (1980), sein erster Roman, der für den Booker Prize nominiert wurde, spielt auf einer ägäischen Insel in den letzten Jahren des Osmanischen Reichs. Später wurde das Buch als Pascali's Island (Die vergessene Insel) von James Dearden mit den Hauptdarstellern Charles Dance, Helen Mirren und Ben Kingsley verfilmt. 1992 gewann Unsworth mit Sacred Hunger (Das Sklavenschiff), das den atlantischen Sklavenhandel thematisiert, den Booker Prize gemeinsam mit Michael Ondaatjes The English Patient (Der englische Patient). Der historische Kriminalfall Morality Play (1995, Die Masken der Wahrheit), wiederum für den Booker Prize nominiert, wurde 2003 mit Paul Bettany und Willem Dafoe unter dem Titel The Reckoning verfilmt.

## Auszeichnungen
- 1973: Heinemann Award für Mooncranker's Gift
- 1980: Pascali's Island nominiert für den Booker Prize
- 1992: Booker Prize für Sacred Hunger
- 1995: Morality Play nominiert für den Booker Prize
- 1997: Schwedischer Krimipreis für Morality Play
- 2012: Nominierung für den Walter Scott Prize für The Quality of Mercy.

## Schriften
- The Partnership, 1966
- The Greeks Have a Word For It, 1967
- The Hide, 1970
- Mooncranker's Gift, 1973
- The Big Day, 1976
- Pascali's Island, 1980. Deutsch Pascalis Insel, übersetzt von Peter Hahlbrock, Limes, Berlin 1988, ISBN   	 3-8090-2262-4
- The Rage of the Vulture, 1982
- Stone Virgin, 1985. Deutsch Die Madonna, übersetzt von Ute Spengler, Ullstein, Frankfurt/Main, Berlin 1986, ISBN 3-550-06488-8
- Sugar and Rum, 1988
- Sacred Hunger, 1992. Deutsch Das Sklavenschiff, übersetzt von Monika Curths, Scherz, Bern, München, Wien 1994, ISBN 3-502-10777-7
- Morality Play, 1995. Deutsch Die Masken der Wahrheit, übersetzt von Wolfgang Neuhaus und Günter Panske, Lübbe, Bergisch Gladbach 1997, ISBN 3-7857-0872-6
- After Hannibal, 1996. Deutsch Ein Haus in Umbrien, übersetzt von Wolfgang Neuhaus, Lübbe, Bergisch Gladbach 1997, ISBN 3-7857-1501-3
- Losing Nelson, 1999. Deutsch Horatios Schatten, übersetzt von Kathrin Razum, Goldmann, München 2002, ISBN 3-442-54510-2
- The Songs of the Kings, 2002
- Crete. Deutsch Wo Zeus das Licht der Welt erblickte: eine Reise durch Kreta, übersetzt von Gerlinde Schermer-Rauwolf und Bernhard Jendricke, Frederking und Thaler, München 2005, ISBN 3-89405-482-4
- The Ruby in her Navel, 2006
- Land of Marvels, 2009